# Баласкале
Баласкале (перс. بلسكله) — село в Ірані, у дегестані Чукам, у бахші Хомам, шагрестані Решт остану Ґілян. За даними перепису 2006 року, його населення становило 1077 осіб, що проживали у складі 300 сімей.

## Клімат
Середня річна температура становить 14,30 °C, середня максимальна – 28,40 °C, а середня мінімальна – -0,83 °C. Середня річна кількість опадів – 1206 мм.
| Клімат поселення                              | Клімат поселення | Клімат поселення | Клімат поселення | Клімат поселення | Клімат поселення | Клімат поселення | Клімат поселення | Клімат поселення | Клімат поселення | Клімат поселення | Клімат поселення | Клімат поселення | Клімат поселення |
| Показник                                      | Січ.             | Лют.             | Бер.             | Квіт.            | Трав.            | Черв.            | Лип.             | Серп.            | Вер.             | Жовт.            | Лист.            | Груд.            |                  |
| Середній максимум, °C                         | 8,10             | 9,02             | 11,69            | 17,66            | 21,80            | 25,34            | 28,40            | 28,00            | 24,91            | 20,84            | 15,96            | 11,68            |                  |
| Середня температура, °C                       | 3,64             | 4,54             | 7,23             | 13,20            | 17,34            | 20,90            | 24,23            | 23,82            | 20,73            | 16,67            | 11,80            | 7,51             |                  |
| Середній мінімум, °C                          | −0,83            | 0,09             | 2,75             | 8,74             | 12,88            | 16,42            | 20,05            | 19,64            | 16,56            | 12,48            | 7,62             | 3,32             |                  |
| Норма опадів, мм                              | 121              | 97               | 89               | 47               | 46               | 31               | 31               | 63               | 138              | 213              | 183              | 147              |                  |
| Середньомісячна швидкість вітру, м/с          | 2.31             | 2.40             | 2.40             | 2.38             | 2.40             | 2.60             | 2.60             | 2.30             | 2.10             | 2.12             | 2.00             | 2.05             |                  |
| Середньомісячна сонячна радіація, кДж/м²·день | 6824             | 8929             | 10876            | 15553            | 19834            | 21958            | 22745            | 19062            | 15469            | 10665            | 8509             | 6533             |                  |
| --------------------------------------------- | ---------------- | ---------------- | ---------------- | ---------------- | ---------------- | ---------------- | ---------------- | ---------------- | ---------------- | ---------------- | ---------------- | ---------------- | ---------------- |
| Джерело:                                      |                  |                  |                  |                  |                  |                  |                  |                  |                  |                  |                  |                  |                  |